# Vingt-Hanaps
Vingt-Hanaps è un comune francese di 456 abitanti situato nel dipartimento dell'Orne nella regione della Normandia.

## Società

### Evoluzione demografica
Abitanti censiti